# 경피적 관상동맥 중재술
경피적 관상동맥 중재술 (PCI, percutaneous coronary intervention)은 관상동맥 질환 에서 발견되는 심장의 관상동맥 협착 을 치료하는 데 사용되는 비수술적 절차이다. 이 과정에는 약물 용리 (DES, drug eluting) 또는 베어 메탈 (BMS, bare metal)로 구성된 영구 와이어 메쉬 튜브 삽입인 스텐트 삽입과 관상동맥 성형술 을 결합하는 것이 포함된다. 혈관성형술 카테터에서 나온 스텐트 전달 풍선은 스텐트의 지지대와 혈관벽 사이의 강제 접촉(스텐트 배치)을 위해 매체로 팽창되어 혈관 직경을 넓힌다. 대퇴 또는 요골 동맥 을 통해 혈류에 접근한 후 이 절차는 관상 도관 을 사용하여 X선 영상에서 혈관을 시각화한다. 그 후 중재적 심장 전문의는 수축된 풍선을 폐쇄된 동맥으로 전진시키고 협착을 완화하기 위해 팽창시키는 풍선 카테터 를 사용하여 관상 혈관 성형술 을 수행할 수 있다. 스텐트 와 같은 특정 장치를 배치하여 혈관을 개방할 수 있다. 다른 다양한 절차도 수행할 수 있다.

일차 PCI는 급성 심장마비 환자, 특히 심전도 에서 심장 손상의 증거가 있는 사람들에게 PCI를 긴급하게 사용하는 것이다. PCI는 또한 추가 사건의 위험이 높은 다른 형태의 심근경색 또는 불안정 협심증 후에 사람들에게 사용된다. 마지막으로 PCI는 안정형 협심증 이 있는 사람에게 특히 약물로 증상을 조절하기 어려운 경우 사용할 수 있다. PCI는 신체의 다른 곳에서 혈관을 이식하여 협착 동맥을 우회하는 관상 동맥 우회 이식 (CABG, coronary artery bypass grafting, 종종 "우회 수술"이라고도 함)의 대안이다. 광범위한 폐색, 당뇨병 배경과 같은 특정 상황에서는 CABG가 더 우수할 수 있다.
관상동맥 성형술은 1977년 스위스의 Andreas Gruentzig 에 의해 처음 소개되었다.

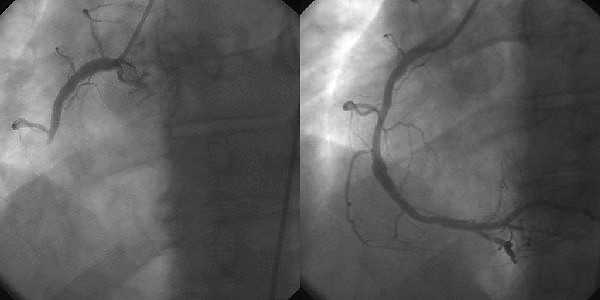
급성 심근경색증의 관상동맥조영술 및 혈관성형술(왼쪽: RCA 폐쇄, 오른쪽: RCA 확장 성공)

PCI는 심장 개복 수술 없이 주로 막힌 관상 동맥을 열고 심장 조직으로 가는 동맥 혈류를 회복시키는 데 사용된다. 관상동맥이 제한되거나 차단된 환자에서 PCI는 혈류를 회복하고 협심증(흉통), 심근경색증(심장마비) 및 사망을 예방하는 최선의 선택일 수 있다. 오늘날 PCI에는 일반적으로 베어 메탈 스텐트, 약물 용출 스텐트, 완전 흡수성 혈관 스캐폴드(또는 자연 용해 스텐트)와 같은 스텐트 삽입이 포함된다. PCI 후 첫 3개월 동안 스텐트 사용이 중요한 것으로 나타났다. 그 후에 동맥은 스스로 열린 상태를 유지할 수 있다. 이것은 더 이상 필요하지 않은 후에 자연적으로 용해되는 생체 흡수성 스텐트를 개발하기 위한 전제이다.
PCI 사용의 적절성은 여러 요인에 따라 달라진다. PCI는 관상동맥 협착이 50% 이상이거나 약물 치료에 반응하지 않는 협심증 증상이 있는 경우와 같은 특정 기준을 충족하는 안정적인 관상동맥 질환 환자에게 적합할 수 있다.  PCI가 안정형 관상동맥 질환 환자에게 경구 약물보다 사망이나 심근경색증을 예방하는 데 더 큰 도움이 되지는 않지만 협심증을 더 잘 완화시킬 수 있다.
안정형 협심증에서 항협심증 약물 과 함께 PCI를 사용하면 치료 후 최대 3년 동안 협심증 발작 환자의 수를 줄일 수 있지만 미래 심근경색증 또는 치료의 필요성을 감소시키지는 않다.
관상동맥 성형술은 널리 시행되고 있으며 많은 위험이 있다. 그러나 주요 절차상의 합병증은 드물다. 관상동맥 성형술은 일반적으로 심장 치료에 대한 특별한 훈련을 받은 의사인 중재적 심장 전문의가 침습적 카테터 기반 절차 를 사용하여 수행한다.
환자는 일반적으로 혈관 성형술 동안 깨어 있으며 시술 중 흉부 불편을 경험할 수 있다. 환자는 환자의 증상을 모니터링하기 위해 깨어 있다. 증상이 절차가 허혈 을 유발하는 것으로 나타나면 심장 전문의는 절차의 일부를 변경하거나 중단할 수 있다. 사타구니(대퇴 동맥) 또는 손목(요골 동맥)의 삽입 지점에서 출혈이 흔히 발생하며 부분적으로는 항혈소판제 사용으로 인해 발생한다. 따라서 약간의 타박상 이 예상되지만 때때로 혈종 이 형성될 수 있다. 이것은 동맥에서 혈종으로의 흐름이 계속될 수 있기 때문에 퇴원을 지연시킬 수 있으며(가성동맥류) 외과적 치료가 필요하다. 피부 천자 부위의 감염은 드물고 접근 혈관의 박리 (파열)는 드물다. 사용된 조영제에 대한 알레르기 반응 이 가능하지만 새로운 약제로 감소되었다. 신장 기능의 악화는 기존의 신장 질환이 있는 환자에서 발생할 수 있지만 투석이 필요한 신부전은 드물다. 혈관 접근 합병증은 요골 동맥을 통해 절차를 수행할 때 덜 일반적이고 덜 심각한다.
풍선 혈관 성형술 이라는 용어는 일반적으로 관상 동맥 내에서 풍선을 팽창시켜 플라크를 동맥 벽으로 부수는 것을 설명하는 데 사용된다. 풍선 혈관 성형술은 여전히 거의 모든 경피적 관상 동맥 중재술의 일부로 수행되지만 수행되는 유일한 절차는 드물다.